# 吴有恒
吴有恒（1913年11月—1994年8月），广东恩平人，是一位作家。

## 生平
1931年九一八事变后，投身运动。1936年在香港的全国各界救国联合会华南区总部（负责人何思敬）任干事，1936年9月由孔志诚（即薛尚实）介绍入党。1936年10月，吴有恒、曾珍、赖石昂三人组成香港地下党支部，吴、曾先以夫妻名义租屋与赖共住，后结为革命伴侣。
1938年中共香港市委成立，吴、曾分别任市委书记、妇委书记。后任广州市委学生工委书记、广东省委港澳地区特派员等职。1939年11月，被选为中共七大香港代表，与中共七大广东代表区梦觉、古大存、唐初、朱荣、方华；香港代表钟明、何潮、周小鼎、周才共10人组成华南代表团，1940年12月抵达延安。被分到中共中央党务研究室（主任王若飞）大后方国统区小组任研究员，1942年入中共中央党校一部（主任古大存）学习，业余兼任中央党校宣传队（队长艾青）乐队副队长并拉二胡，入选陕甘宁边区排球队。配合受中央委托的古大存参与指导中共广东省临时工作委员会的组建，代表中央起草给广东党组织和东江纵队负责人尹林平、曾生的电报指示。中共七大闭幕后，中央组织了3个干部队随八路军南下支队第二梯队行动，其中伍晋南带导的200余名去广东工作的“东干队”，吴有恒负责团级干部90多人组成的“东干队”一个连队任指导员，随第二梯队行动。到了八路军河南军区，因日本投降，部队调往东北，而吴有恒等部分南下干部化装到上海，再乘船于1946年春抵达香港，向广东区委传达中共七大精神，特别是毛泽东在中共七大闭幕大会上讲的夺取中国革命胜利的十五点困难问题。
1946年赴湛江任中共广东区委南路地区特派员，1947年3月初至4月中旬，南路地区的部队从几百人发展到4500人，成立粤桂边区人民解放军司令部任司令员，建成遂、廉、化、吴的大片游击区。后被派到粤中地区家乡，与冯燊、欧初、谢创等把粤中纵队从百余人发展到1.6万余人担任司令员。1949年与南下大军会师后，率部追及敌军至阳江，参加了有名的阳江战役。
1949年11月广东解放后，任粤中地委书记、粤中军分区政委。1951年6月，任粤西区委常委兼秘书长。1952年9月，任广州市委秘书长。1952年12月，任广州市委常委兼秘书长。1954年9月出席第一届全国人民代表大会。1954年11月，任广州市委副书记，分管过共青团、统战、财经等工作。1955年2月，任广州市政协副主席。1956年6月，任中共广州市委书记处书记。1956年9月，出席中共八大。1957年广东省委部署在“反右”同时，以“反地方主义”为中心的广东历史问题大辩论，认定省委书记处书记古大存、冯白驹是“广东地方主义”的头子；广州市委根据广东省委的要求，开展了“反地方主义”的斗争。1957年12月市委召开第十次全委扩大会议，对广州市出现的“地方主义”言行进行揭发批判，市委书记处书记吴有恒、钟明等在会上受到重点批判。1958年3月作出组织处理，给予吴有恒撤销党内一切职务、留党察看两年、行政降两级的处分，下放广州造纸厂当车间副主任。
在广州造纸厂下放工作期间，和同事去林区采购木材，再押运木排回广州。途中，每天给同事讲一段打游击的经历，大家听得入迷。吴有恒决心把斗争往事记录下来以纪念先烈，开始写作长篇小说《山乡风云录》，记载了解放战争时期广东五邑地区斗争故事，出版后成为畅销书，几十年代多次再版。又与造纸厂业余作者合作了话剧《桃园堡》，后被省话剧团搬上舞台。1963年调离造纸厂，成为专业作家从事创作工作。1964年，参与改编粤剧《山乡风云》创作，红线女主演，在中南五省会演中大获成功，被各剧种广为改编演出。1966年文革前，第二部长篇《北山记》在《羊城晚报》连载完毕。文革初期，由于是所谓“南方叛徒党要员”、“地方主义反党集团头目”、“文艺黑线人物”，曾在五邑乡间辗转藏匿，躲在战争年代革命堡垒户家；后被押往广州受专案组羁押审查。
1979年10月25日广州市委作出复查平反结论，撤销1958年3月对吴有恒、钟明的处分决定，恢复原工资级别和待遇。1980年2月15日，《羊城晚报》复刊，被省委任命为总编辑兼党委书记。
著有长篇小说《山乡风云录》、《北山记》、《滨海传》、历史小说集《香港地生死恩仇》、《当代杂文选粹·吴有恒之卷》、粤剧《山乡风云》以及大量诗词、散文。1987年9月离休，1994年8月在广州病逝，享年81岁。

## 纪念
1997年，恩平市建起“三老亭”，纪念共产党员禤荣、冯燊 、吴有恒。2002年，广东省档案馆设立广东名人馆，吴有恒是首批21位名人之一。

## 家人
夫人曾珍：广东五华县人，1919年生于香港城市贫民家庭，受方方夫人苏惠教育，于1936年入党。行政11级离休。1993年11月病逝。